# Саарська битва
Саарська битва (фр. Offensive de la Sarre, нім. Saar-Offensive) — наступальна операція французьких військ проти оборонних позицій 1-ї німецької армії в Саарі на ранній стадії Другої світової війни. Метою наступу в цьому секторі, щоб допомогти Польщі, яка була атакована 1 вересня 1939. Тим не менш, напад було зупинено і французькі війська були виведені.

## Цілі операції
Франція оголосила війну Німеччині 3 вересня 1939 року. Згідно франко-польською військовою угодою, французькі війська збиралися розпочати підготовку до великомасштабної стратегічної операції через три дні після мобілізації. Французам треба було захопити території від французького кордону до Західного валу і спробувати нав'язати бій на оборонних редутах. Повномасштабний штурм німецької оборони повинен був початися 16 вересня на 15-й день мобілізації. Попередня мобілізація була оголошена 26 серпня, а повна — 1 вересня.
Мобілізація йшла повільно через застарілої системи призову солдат на службу, до того ж у французів не було відомостей про німецькі танки та літаки, а вже задіяну бронетехніку було важко правильно використовувати одночасно з піхотою на полі бою. Французьке командування розраховувало задіяти стандартну тактику Першої світової війни: масивний артобстріл позицій противника і їх подальший захоплення піхотою. Істотним мінусом цієї тактики була довга підготовка до атаки.

## Хід бойових дій

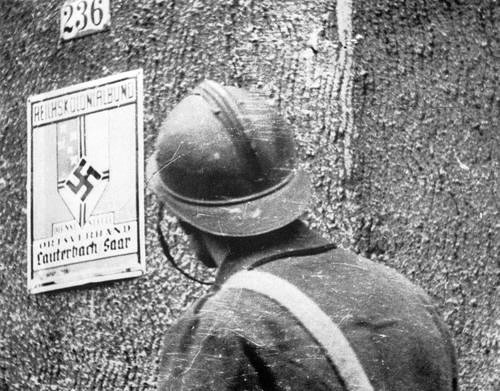
Французький солдат біля офісу у Лаутербаху

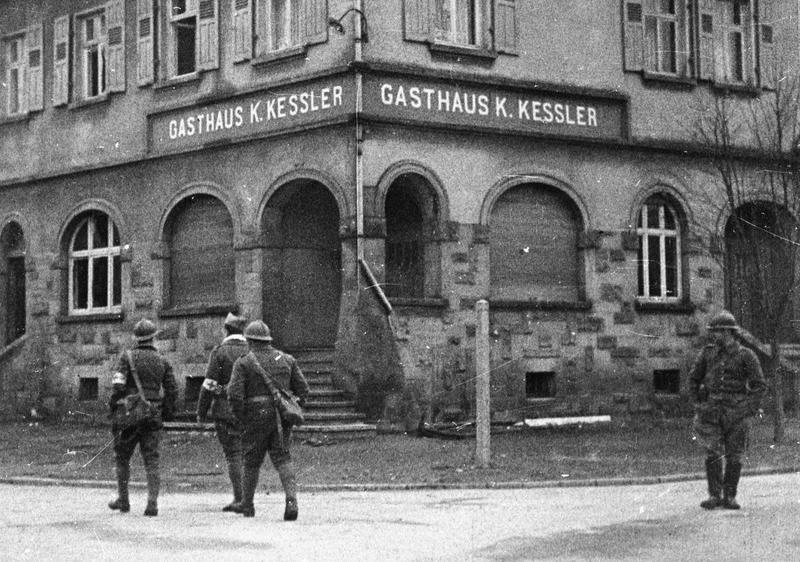
Французькі солдати в Лаутербаху

Наступ в Саарі в долині Рейну розпочався 7 вересня 1939 року, через чотири дні після того, як Франція оголосила війну Німеччині. Коли наступ почався, основні сили Вермахту були задіяні в битві проти польської армії, таким чином, французькі війська мали вирішальну чисельну перевагу вздовж кордону з Німеччиною. Одинадцять французьких дивізій пройшли по 23-кілометровому фронту поблизу Саарбрюкену проти слабких німецьких позицій на 32 кілометри вглиб території Третього Рейху. Французькі війська захопили 12 сіл, з яких були евакуйовані німецькі підрозділи: Герсгайм, Медельсхайм, Ін, Нідергайльбах, Блізменген, Людвайлер, Бреншельбах, Лаутербах, Нідальтдорф, Кляйнбліттерсдорф, Ауерсмахер і Зіттерсвальд (пізніше Гітлерсдорф).
Проте не все складалося благополучно для французів: по-перше, німці без втрат здали міста і тим самим ввели своїх супротивників в оману, накопичуючись сили. По-друге, біля Блісбрюка (Bliesbrück) відразу чотири танка Renault R35 були знищені мінами. По-третє, поступово німці стали контратакувати: 10 вересня французи відбили першу атаку поблизу Апах. Проте, командування не відкликало війська з фронту, і 12 вересня 32-й піхотний полк дійшов до Бреншельбаха, втративши капітана, сержанта і сім рядових. Наступ було остаточно зупинено після того, як Франція захопила Варндські ліси, щільно заміновані території Німеччини площею три квадратних милі, та понесла значні втрати від протипіхотних мін.

## Наслідки

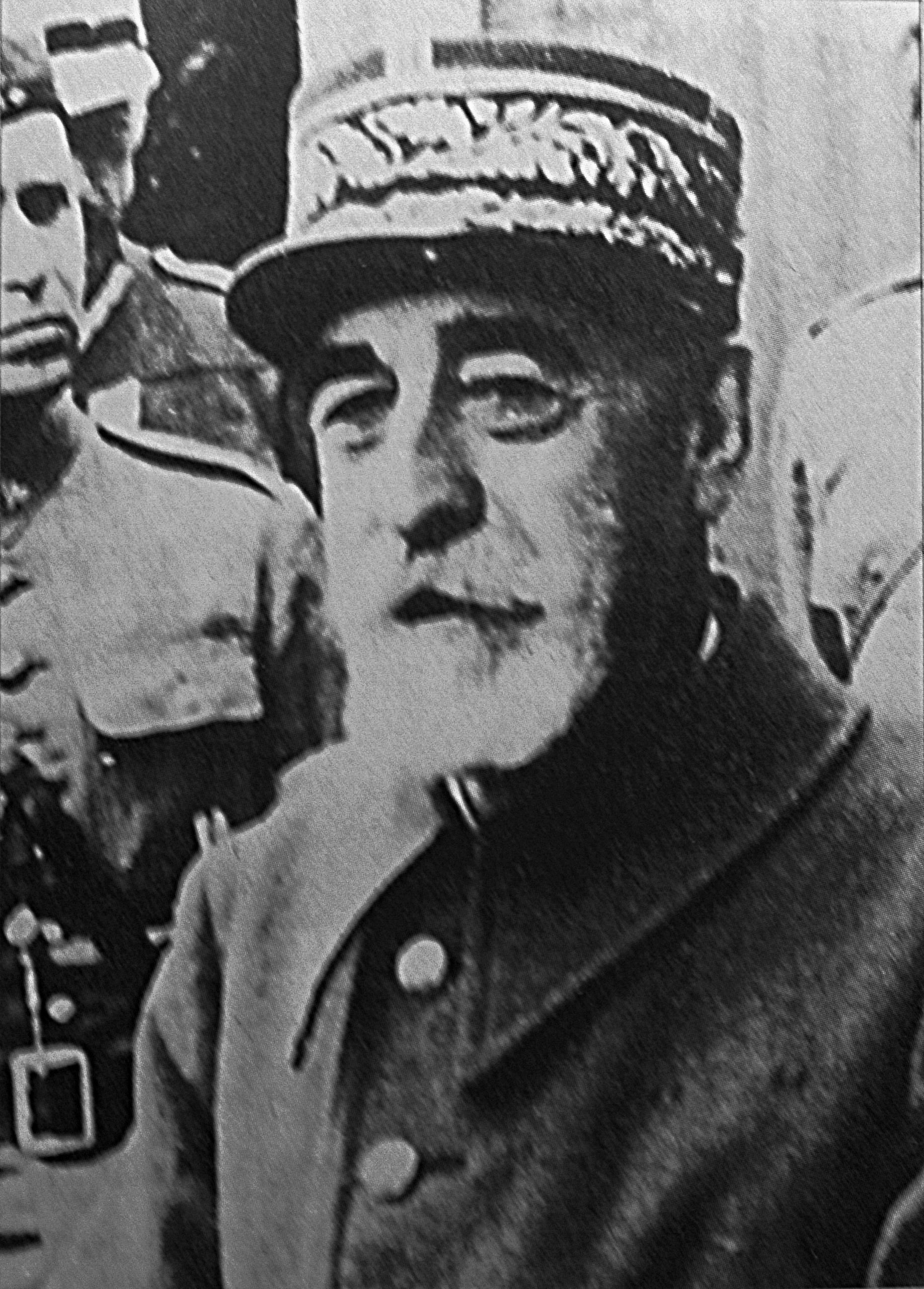
Луї Форі, голова.

Напад на землі Саар не призвів до будь-якого відволікання німецьких військ. 12 вересня англо-французька Вища військова рада зібралася на обговорення ситуації, що склалася, в Аббевіль у Франції. Військова рада ухвалила рішення негайно припинити всі наступальні дії. Французький генерал Моріс Гамелен наказав своїм військам зупинитися не ближче, ніж в 1 кілометрі від німецьких позицій вздовж лінії Зігфрида. Тим не менш, Моріс Гамелен послав телеграму польському фельдмаршалу Едвард Ридз-Сміглий, що половина його дивізій перебуває в контакті з ворогом, і що завдяки французьким досягненням, Вермахт змушений відвести, принаймні, шість дивізій з Польщі. Але, в реальності такого не було.
Наступний наступ союзників планували на 20 вересня, але у зв'язку з падінням Польщі його не відбулось. Здійснений німцями в жовтні контрнаступ дозволив їм повернути втрачені території, а французька армія повернулася на лінію Мажино. Відтоді до початку травня 1940 року на Західному фронті бойові дії фактично не вели, що й назвали «Дивною війною».

## Втрати
Німці втратили убитими 196 солдатів, пораненими 356 і зниклими безвісти 114. До 17 жовтня вони нарахували 11 втрачених літаків. Французи втратили убитими, пораненими і зниклими безвісти 2 тисячі осіб.